# Odette Joyeux (rose)
'Odette Joyeux' est un cultivar de rosier hybride de thé obtenu en 1959 par le rosiériste français Marcel Robichon, installé à Pithiviers. Il est dédié à la ballerine et actrice française Odette Joyeux (1914-2000). 

## Description
'Odette Joyeux' est un sarmenteux très florifère. Il peut s'élever de 300 cm à 400 cm. Ses grandes fleurs doubles sont roses à nuance lilas et très parfumées. La floraison est remontante. Il est très vigoureux. Sa zone de rusticité est de 6b à 9b. 
Ce rosier est issu du croisement du pollen 'Lady Sylvia' (Stevens, 1933) avec un semis non nommé.

## Descendance
Par croisement avec 'Madame Moisans', ce rosier a donné naissance à 'Aurore Sand' (Robichon, 1964).